# Santa Catarina Barahona
Santa Catarina Barahona («Santa Catarina», en honor a Santa Catalina de Alejandría; «Barahona», en honor a su fundador, el conquistador y encomendero Sancho de Barahona) es un municipio del departamento de Sacatepéquez de la región sur-occidente de la República de Guatemala. La mayoría de la población es de la etnia Kaqchikel, aunque es el municipio menos poblado del departamento de Sacatepéquez. 
Santa Catarina fue fundado como encomienda por el conquistador Sancho de Barahona en el siglo xvi.

## Toponimia
No se sabe la fecha exacta de la fundación del municipio, pero se sabe que fue fundado en el siglo xvi entre los años de 1530 a 1540. El poblado fue desarrollándose poco a poco mientras que era regido por el encomenero del territorio, el conquistador Sancho de Barahona. El municipio fue fundado bajo el nombre de «Santa Catarina» en honor a Catalina Virgen y Mártir y «Barahona» en honor al hombre que lo fundó.

## Demografía
El municipio tiene una población aproximada de 4303 habitantes según el censo de población del año 2018 con una densidad de 139 personas por kilómetro cuadrado. Santa Catarina Barahona es el municipio menos habitado que tiene el departamento de Sacatepéquez y tiene una población superior de gente de la etnia kaqchikel con un porcentaje de 90% y con apenas 10% de personas ladinas.

## Geografía física
El municipio de Santa Catarina Barahona tiene una extensión territorial de 31 km².

### Clima
El municipio de Santa Catarina Barahona tiene clima templado durante todo el año (Clasificación de Köppen: Cwb).
| Parámetros climáticos promedio de Santa Catarina Barahona | Parámetros climáticos promedio de Santa Catarina Barahona | Parámetros climáticos promedio de Santa Catarina Barahona | Parámetros climáticos promedio de Santa Catarina Barahona | Parámetros climáticos promedio de Santa Catarina Barahona | Parámetros climáticos promedio de Santa Catarina Barahona | Parámetros climáticos promedio de Santa Catarina Barahona | Parámetros climáticos promedio de Santa Catarina Barahona | Parámetros climáticos promedio de Santa Catarina Barahona | Parámetros climáticos promedio de Santa Catarina Barahona | Parámetros climáticos promedio de Santa Catarina Barahona | Parámetros climáticos promedio de Santa Catarina Barahona | Parámetros climáticos promedio de Santa Catarina Barahona | Parámetros climáticos promedio de Santa Catarina Barahona |
| Mes                                                       | Ene.                                                      | Feb.                                                      | Mar.                                                      | Abr.                                                      | May.                                                      | Jun.                                                      | Jul.                                                      | Ago.                                                      | Sep.                                                      | Oct.                                                      | Nov.                                                      | Dic.                                                      | Anual                                                     |
| --------------------------------------------------------- | --------------------------------------------------------- | --------------------------------------------------------- | --------------------------------------------------------- | --------------------------------------------------------- | --------------------------------------------------------- | --------------------------------------------------------- | --------------------------------------------------------- | --------------------------------------------------------- | --------------------------------------------------------- | --------------------------------------------------------- | --------------------------------------------------------- | --------------------------------------------------------- | --------------------------------------------------------- |
| Temp. máx. media (°C)                                     | 22.6                                                      | 23.4                                                      | 24.7                                                      | 25.1                                                      | 24.8                                                      | 23.4                                                      | 23.5                                                      | 23.8                                                      | 23.0                                                      | 22.6                                                      | 22.9                                                      | 22.3                                                      | 23.5                                                      |
| Temp. media (°C)                                          | 16.5                                                      | 17.0                                                      | 18.1                                                      | 19.1                                                      | 19.4                                                      | 19.1                                                      | 18.8                                                      | 18.8                                                      | 18.4                                                      | 18.0                                                      | 17.6                                                      | 16.4                                                      | 18.1                                                      |
| Temp. mín. media (°C)                                     | 10.4                                                      | 10.6                                                      | 11.5                                                      | 13.1                                                      | 14.0                                                      | 14.9                                                      | 14.2                                                      | 13.9                                                      | 13.9                                                      | 13.4                                                      | 12.3                                                      | 10.6                                                      | 12.7                                                      |
| Precipitación total (mm)                                  | 2                                                         | 4                                                         | 5                                                         | 30                                                        | 120                                                       | 260                                                       | 181                                                       | 160                                                       | 260                                                       | 148                                                       | 24                                                        | 6                                                         | 1200                                                      |
| Fuente: Climate-Data.org                                  |                                                           |                                                           |                                                           |                                                           |                                                           |                                                           |                                                           |                                                           |                                                           |                                                           |                                                           |                                                           |                                                           |

### Ubicación geográfica
El municipio se encuentra a una distancia de 13 km de la cabecera departamental Antigua Guatemala. Al norte del municipio se encuentran los municipios de Pastores y El Tejar municipio del departamento de Chimaltenango, al este se encuentra se encuentra la cabecera departamental Antigua Guatemala, al oeste se encuentran los municipios de San Miguel Dueñas y Parramos municipio del departamento de Chimaltenango y al sur se encuentran los municipios de San Miguel Dueñas y San Antonio Aguas Calientes.
| | Norte: Pastores, municipio del departamento de Sacatepéquez El Tejar municipio del departamento de Chimaltenango |                                                                     |
| Oeste: San Miguel Dueñas, municipio del departamento de Sacatepéquez Parramos municipio del departamento de Chimaltenango | | Este: Antigua Guatemala, municipio del departamento de Sacatepéquez |
| | Sur: San Miguel Dueñas y San Antonio Aguas Calientes                                                             |                                                                     |

## Gobierno municipal
Los municipios se encuentran regulados en diversas leyes de la República, que establecen su forma de organización, lo relativo a la conformación de sus órganos administrativos, tributos destinados para los mismos; esta legislación se encuentra dispersa en diversos niveles.  Ahora bien, que exista legislación específica para los municipios no significa que a estos no les sean aplicables las normas contenidas en otros cuerpos normativos, pues aunque se trata de entidades autónomas, las mismas se encuentran sujetas, al igual que todas las entidades de tal naturaleza, a la legislación nacional.
Específicamente, las principales leyes que rigen a los municipios en Guatemala desde 1985 son:
| N.º | Ley                                                | Descripción |
| --- | -------------------------------------------------- | --- |
| 1   | Constitución Política de la República de Guatemala | Le son aplicables diversos artículos generales de la misma, y además tiene una regulación legal específica en los artículos 253 al 262, que constituyen su base constitucional.                                                                                            |
| 2   | Ley Electoral y de Partidos Políticos              | Ley de carácter constitucional creada por la Asamblea Nacional Constituyente que aplicable a los municipios en diversos aspectos pero fundamentalmente en el tema de la conformación de sus autoridades electas, puesto que regula la manera en que se eligen y conforman. |
| 3   | Código Municipal                                   | Decreto 12-2002 del Congreso de la República de Guatemala. Tiene la categoría de ley ordinaria y contiene preceptos generales aplicables a todos los municipios, e inclusive contiene legislación referente a la creación de los municipios.                               |
| 4   | Ley de Servicio Municipal                          | Decreto 1-87 del Congreso de la República de Guatemala. Regula las relaciones entra la municipalidad y los servidores públicos en materia laboral. Tiene su base constitucional en el artículo 262 de la constitución que ordena la emisión de la misma.                   |
| 5   | Ley General de Descentralización                   | Decreto 14-2002 del Congreso de la República de Guatemala. Regula el deber constitucional del Estado, y por ende del municipio, de promover y aplicar la descentralización y desconcentración económica y administrativa.                                                  |

El gobierno de los municipios de Guatemala está a cargo de un Concejo Municipal, de conformidad con el artículo 254 de la Constitución Política de la República de Guatemala, que establece que «el gobierno municipal será ejercido por un concejo municipal». A su vez, el código municipal —que tiene carácter de ley ordinaria y contiene disposiciones que se aplican a todos los municipios de Guatemala— establece en su artículo 9 que «el concejo municipal es el órgano colegiado superior de deliberación y de decisión de los asuntos municipales […] y tiene su sede en la circunscripción de la cabecera municipal». Por último, el artículo 33 del mencionado código establece que «[le] corresponde con exclusividad al concejo municipal el ejercicio del gobierno del municipio».
El concejo municipal se integra de conformidad con lo que establece la Constitución en su artículo 254, es decir «se integra con el alcalde, los síndicos y concejales, electos directamente por sufragio universal y secreto para un período de cuatro años, pudiendo ser reelectos». Al respecto, el código municipal en el artículo 9 establece «que se integra por el alcalde, los síndicos y los concejales, todos electos directa y popularmente en cada municipio de conformidad con la ley de la materia».
Existen también las Alcaldías Auxiliares, los Comités Comunitarios de Desarrollo (COCODE), el Comité Municipal del Desarrollo (COMUDE), las asociaciones culturales y las comisiones de trabajo. Los alcaldes auxiliares son elegidos por las comunidades de acuerdo a sus principios, valores, procedimientos y tradiciones, estos se reúnen con el alcalde municipal el primer domingo de cada mes. Los Comités Comunitarios de Desarrollo y el Consejo Municipal de Desarrollo tiene como función organizar y facilitar la participación de las comunidades priorizando necesidades y problemas así como buscar la solución de los mismos.
Los alcaldes que ha habido en el municipio son:
- 2012-2016: Neftalí Ordóñez[9]

## Historia
Época Antigua
Se tiene conocimiento que ya había presencia de actividad humana durante la época clásica de los mayas debido a que se descubrió en las montañas e incluso cuando estaban construyendo casas la presencia de vasijas de barro, estatuas de barro, piedras pulidas enterradas y puntas de piedra y de obsidiana.
Así también la existencia de población en las montañas y en el valle de la laguna de Quilisimate (San Antonio Aguas Calientes) antes de la llegada de los españoles.

### Fundación de la encomienda

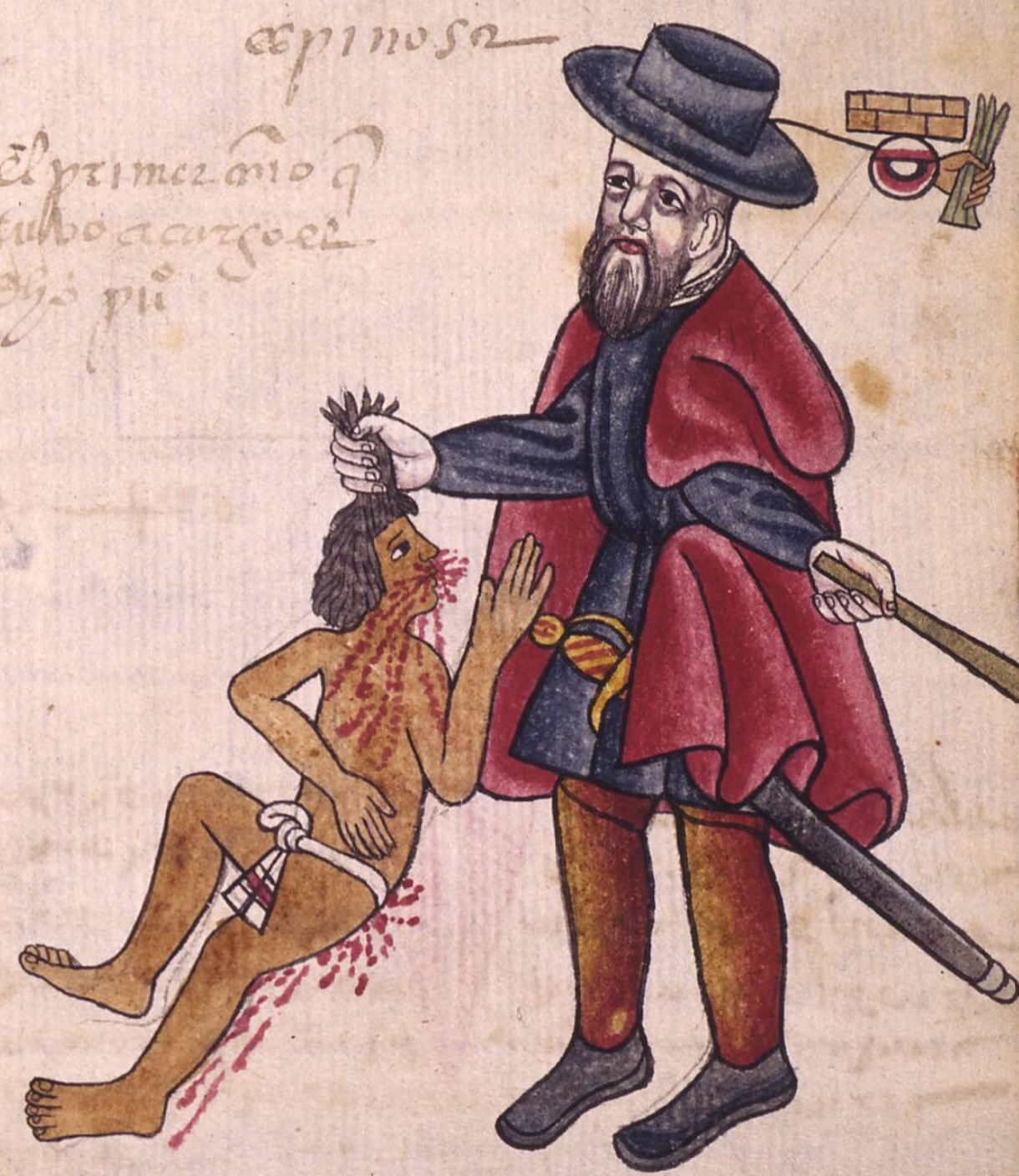
Códice Kingsborough: un encomendero abusa de un indígena. Copia del italiano Agostino Aglio 1825-1826, para Lord Kingsborough.

Después de la conquista del altiplano guatemalteco en 1524, se inició la etapa de fundación de encomiendas o milpas, para lo que se aglutinaban a las personas que acompañaban a los españoles con encomiendas o a algunas poblaciones dispersas que habían huido de la ocupación a estas poblaciones.

En algunas ocasiones se aglutinaban a personas hablantes de un mismo idioma o simplemente eran traídos de otros lugares para formar los nuevos poblados. Las fundaciones fueron ordenadas en 1538 a instancias del Obispo Francisco Marroquín por cédula que tuvo que reiterarse en 1541. El Oidor Juan Rogel Vásquez fue enviado por la Audiencia para hacer realidad la fundación de pueblos, encomendando éste a los religiosos de las órdenes regulares conocedores de los idiomas indígenas para dirigir la reducción, centrando su atención en las cabeceras de los señoríos.  
Las encomiendas no solamente organizaban a la población indígena como mano de obra forzada sino que era una manera de recompensar a aquellos españoles que se habían distinguido por sus servicios y de asegurar el establecimiento de una población española en las tierras recién descubiertas y conquistadas.  También servían como centro de culturización y de evangelización obligatoria pues los indígenas eran reagrupados por los encomenderos en pueblos llamados «Doctrinas», donde debían trabajar y recibir la enseñanza de la doctrina cristiana a cargo de religiosos de las órdenes regulares, y encargarse también de la manutención de los frailes.  El encomendero a cargo de Santa Catarina fue el conquistador español Sancho de Barahona quien también tuvo a su cargo la encomienda de Atitlán a la muerte de Pedro de Alvarado.
En 1623 Pedro Núñez de Barahona —nieto del encomendero original de Santa Catarina, Sancho de Barahona— tomó posesión oficial de la encomienda de Atitlán, comprendida por los pueblos de Santiago Atitlán, San Lucas Tolimán, San Pedro La Laguna, San Juan La Laguna, San Pablo La Laguna, Santa María Visitación, Santa Cruz La Laguna y San Marcos La Laguna, así como poblados que pertenecen al moderno departamento de Suchitepéquez.